# Girls (zespół muzyczny)
Girls – amerykański zespół indiepopowy, istniejący w latach 2007 – 2012. Grupa wydała 2 albumy i składała się z Christophera Owensa (wokal) i Cheta „JR” White’a (gitara basowa, produkcja), którym w studio pomagali rozliczni muzycy. Proste, inspirowane latami 60. i 70. utwory grupy czerpały inspiracje z garage rocka, surf rocka, folku, psychodelii, pop rocka, a nawet rocka progresywnego. Grupa rozpadła się w połowie 2012 roku, gdy lider Christopher Owens odszedł z niej, by rozwinąć karierę solową.

## Dyskografia

### Albumy
- Album (album Girls) (22 września 2009, True Panther Sounds) #136 Billboard 200
- Father, Son, Holy Ghost (13 września 2011, True Panther Sounds) #37 Billboard 200, #119 UK Albums Chart

### EP
- Broken Dreams Club (22 października 2010; True Panther Sounds)

### Single
- Lust For Life/Morning Light (1 lipca 2008, True Panther Sounds) [edycja limitowana do 500 kopii]
- Hellhole Ratrace (6 lipca 2009, Fantasytrashcan)
- Lust For Life (7 września 2009, Fantasytrashcan)
- Laura (9 listopada 2009, Fantasytrashcan)
- Morning Light (22 lutego 2010, Fantasytrashcan)
- Lawrence (28 listopada 2011, Fantasytrashcan)
- Honey Bunny  (2011, promo)
- Hey Ma (22 marca 2012, Fantasytrashcan)